# Rue du Cambodge
La rue du Cambodge est une voie située dans le quartier du Père-Lachaise du 20e arrondissement de Paris.

## Situation et accès
La rue du Cambodge est desservie par les lignes 3 et 3 bis à la station Gambetta.

## Origine du nom

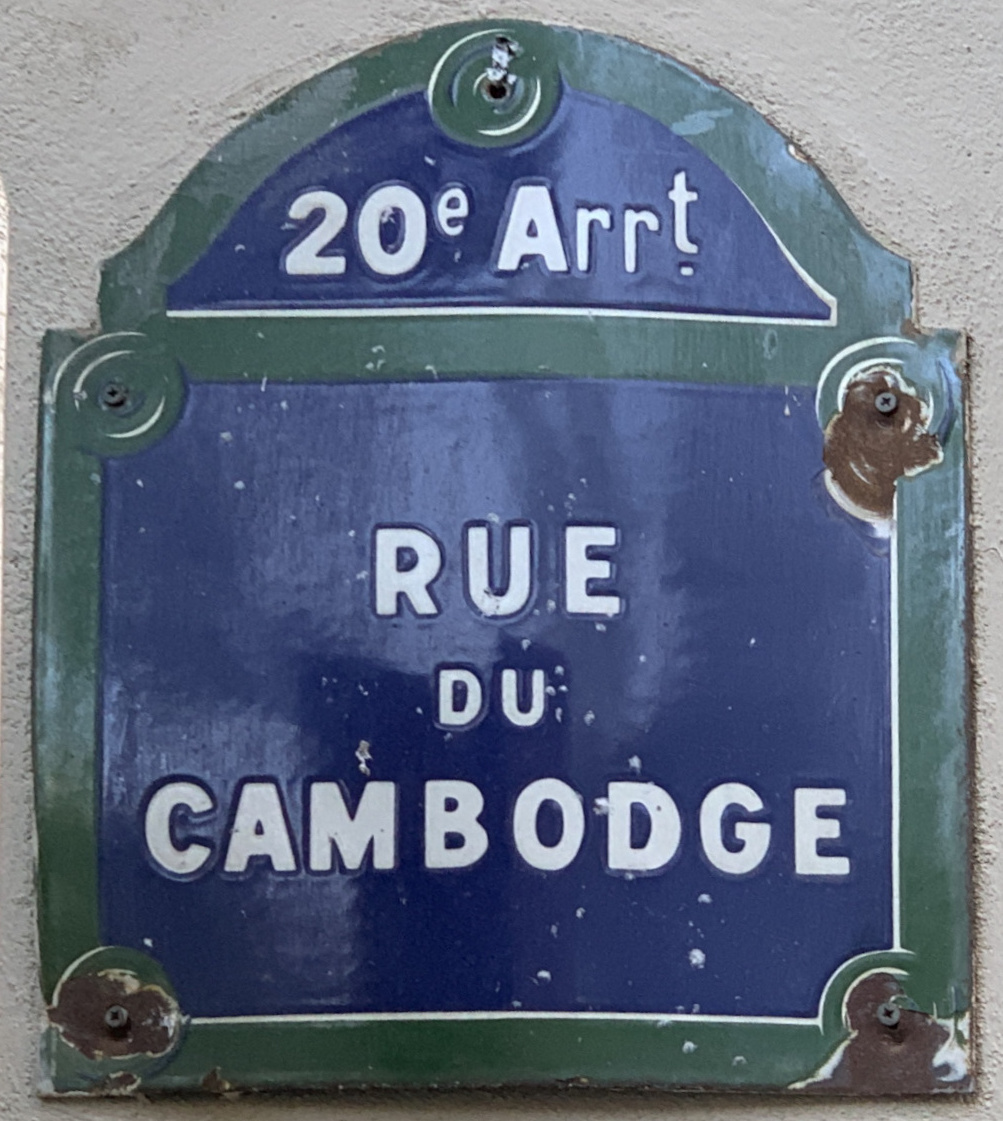
Plaque de la rue.

Elle porte le nom du Cambodge, partie de l'ex-Union française, située en Asie, devenu indépendant en 1953.

## Historique
Ancienne voie de la commune de Belleville connue sous le nom de « rue du Ratrait » ou de « sentier de traverse des Gatines », elle est classée dans la voirie parisienne en vertu d'un décret du 23 mai 1863 et prend sa dénomination actuelle par un arrêté du 1er février 1877.

## Bâtiments remarquables et lieux de mémoire
- Débouche sur la mairie du 20e arrondissement de Paris.
- No 13 : siège de l’université populaire La Semaille, fondée en juillet 1900 par Philippe Landrieu, du Parti ouvrier socialiste révolutionnaire, avec Marcel Mauss[2].